# Langhovde Glacier
Langhovde Glacier är en glaciär i Antarktis. Den ligger i Östantarktis. Norge gör anspråk på området. Langhovde Glacier ligger 3 meter över havet.
Terrängen runt Langhovde Glacier är kuperad österut, men västerut är den platt. Havet är nära Langhovde Glacier västerut. Trakten är obefolkad. Det finns inga samhällen i närheten.